# Zosterops stuhlmanni
El anteojitos verdoso (Zosterops stuhlmanni) es una especie de ave paseriforme de la familia Zosteropidae propia de África Oriental. Fue tratado anteriormente como una subespecie del anteojitos senegalés, pero en la actualidad se considera como una especie separada basado en parte en las relaciones filogenéticas determinadas en un estudio molecular de 2013. El nombre científico de la especie conmemora al naturalista alemán Franz Stuhlmann.

## Subespecies
Se reconocen las siguientes subespecies:
- Z. s. stuhlmanni Reichenow, 1892 – en el noroeste de Tanzania y el sur de Uganda;
- Z. s. reichenowi Dubois, AJC, 1911 – en el este de la República Democrática del Congo;
- Z. s. toroensis Reichenow, 1904 – en el noreste de la República Democrática del Congo y el oeste de Uganda;
- Z. s. scotti Neumann, 1899 – en el parque nacional de la Selva Impenetrable de Bwindi y a más de 3000 m de altitud en las montañas Virunga.